# Johnny Bryan
John Frederick Bryan (Chicago, 28 febbraio 1897 – Fort Collins, 1º luglio 1976) è stato un giocatore di football americano statunitense che ha militato nel ruolo di quarterback e halfback nella National Football League (NFL).

## Carriera
Bryan giocò per i Chicago Cardinals, i Chicago Bears e i Milwaukee Badgers. Fu anche allenatore-giocatore e proprietario della franchigia dei Badgers nel 1925 e 1926
La franchigia dei Badgers fu affidata a Bryan dopo che venne alla luce che la squadra aveva impiegato quattro giocatori delle scuole superiori di Chicago per una partita contro i Chicago Cardinals che risultò in una sconfitta per 59-0 per i Badgers. Come risultato dello scandalo, il proprietario Ambrose McGuirk fu costretto dal presidente della NFL Joe Carr a cedere il club a Bryan. Sotto la gestione di Bryan la squadra vinse due partite nel 1926 grazie all'arrivo del ricevitore LaVern Dilweg. Tuttavia la squadra si sciolse a fine stagione.